# Губарев, Евгений Михайлович (хоккеист)
Евгений Михайлович Губарев (род. 29 декабря 1969) — советский и российский хоккеист, защитник. Функционер.

## Биография
Воспитанник «Металлурга» Магнитогорск, тренер Валерий Постников. Всю карьеру — 11 сезонов — провёл в «Металлурге» (1986/87 — 1996/97).
В МХЛ и РХЛ провёл пять сезонов. Бронзовый призёр МХЛ 1994/95.
С 18 марта 2014 года по апрель 2019 года — генеральный менеджер клуба КХЛ «Трактор» Челябинск.
Сын Данил также хоккеист.